# Milà-Sanremo 2021
La Milà-Sanremo 2021, 112a edició de la Milà-Sanremo, es disputà el dissabte 20 de març de 2021 sobre un recorregut de 299 km. La cursa formava part de l'UCI World Tour 2021.

## Desenvolupament de la cursa
En els primers quilòmetres de la cursa es forma una escapada de set homes: Andrea Peron i Charles Planet (Team Novo Nordisk), Mattia Viel (Androni Giocattoli-Sidermec), Alessandro Tonelli (Bardiani CSF Faizanè), Taco van der Hoorn (Intermarché-Wanty-Gobert Matériaux), Mathias Norsgaard (Team Movistar) i Nicola Conci (Trek-Segafredo). Poc després se'ls uneix Filippo Tagliani (Androni Giocattoli-Sidermec). Els escapats ràpidament aconsegueixen 6 minuts sobre el gran grup, moment a partir del qual reacciona i comencen a reduir la diferència. Al pas pel Capo Cervo es mantenen al capdavant Tonelli, Van der Hoorn, Norsgaard i Conci. El darrer en ser neutralitzat serà Van der Hoorn, en la pujada a Cipressa, a 24 quilòmetres de meta. L'equip Jumbo-Visma lidera el gran grup en aquesta pujada. En la baixada el gran grup es trenca, però es torna a unir abans de la pujada al Poggio di Sanremo. Filippo Ganna (Ineos Grenadiers) lidera la pujada en els primers metres. A poc menys de dos quilòmetres per coronar el Poggio comencen les hostilitats: Julian Alaphilippe (Deceuninck-Quick Step) és el primer en atacar. Al cim del Poggio hi passa un grup d'una desena de ciclistes. En el descens Jasper Stuyven (Trek-Segafredo) ataca tot sol i aconsegueix uns metres. Els favorits tarden en reaccionar. Sols ho fa Søren Kragh Andersen, que atrapa a Stuyven ja dins el darrer quilòmetre. Stuyven deixarà enrere a Andersen en l'esprint i aconsegueix la victòria final sobre Caleb Ewan (Lotto-Soudal) i Wout van Aert (Team Jumbo-Visma).

## Recorregut
La Milà-Sanremo és la cursa professional més llarga del calendari ciclista i el 2021 tindrà una llargada de 299 quilòmetres. La cursa començà a la ciutat de Milà, travessant les regions de la Llombardia, el Piemont i la Ligúria. El recorregut no passa pel tradicional Passo del Turchino, sinó que ho fa pel Colle di Giovo i fa el descens fins a Albisola, on s'enllaça amb el recorregut habitual que segueix la costa ligur. Els ciclistes hauran de superar una sèrie d'ascensions conegudes com a Capi: el Capo Mele, el Capo Cerva i el Capo Berta. Després d'aquestes ascensions queden menys de 40 quilòmetres per a la fi de la cursa. Un curt tram pla es troba abans de l'ascensió a la Cipressa, una ascensió de 5,6 quilòmetres de llargada, amb una mitjana del 4,1%. El cim es corona a manca de 21,5 quilòmetres per l'arribada. Nou quilòmetres plans conduiran a la darrera ascensió de la cursa és el Poggio, amb 3,7 quilòmetres de pujada a una mitjana del 3,7% i rampes màximes del 8%. El cim es troba a tan sols 5,5 quilòmetres de l'arribada. El descens és molt tècnic, amb passos estrets i corbes tancades. En finalitzar el descens sols manquen 2,3 quilòmetres per l'arribada, amb una recta final de 750 metres.

## Equips participants
En la cursa hi prendran part 25 equips, per un total de 174 corredors.
| WorldTeams (19)- AG2R Citroën Team - Astana-Premier Tech - Bahrain Victorious - Bora-Hansgrohe - Cofidis - Deceuninck-Quick Step - EF Education-Nippo - Groupama-FDJ - Ineos Grenadiers - Intermarché-Wanty-Gobert Matériaux - Israel Start-Up Nation - Jumbo-Visma - Lotto Soudal - Movistar Team - Team BikeExchange - Team DSM - Trek-Segafredo - Qhubeka Assos - UAE Team Emirates ProTeams (6)- Androni Giocattoli-Sidermec - Alpecin-Fenix - Bardiani CSF Faizanè - Arkéa-Samsic - Total Direct Énergie - Team Novo Nordisk |
| |

## Classificació final
| \| Classificació general \| Classificació general \| Classificació general \| Classificació general \| Classificació general \| \| Corredor \| Corredor \| Equip \| Temps \| \| \| --------------------- \| ----------------------- \| --------------------- \| --------------------- \| --------------------- \| \| 1r \| Jasper Stuyven \| Trek-Segafredo \| 6h 38' 06" \| \| \| 2n \| Caleb Ewan \| Lotto-Soudal \| + 0" \| \| \| 3r \| Wout van Aert \| Jumbo-Visma \| + 0" \| \| \| 4t \| Peter Sagan \| Bora-Hansgrohe \| + 0" \| \| \| 5è \| Mathieu van der Poel \| Alpecin-Fenix \| + 0" \| \| \| 6è \| Michael Matthews \| BikeExchange \| + 0" \| \| \| 7è \| Alexander Aranburu Deba \| Astana-Premier Tech \| + 0" \| \| \| 8è \| Sonny Colbrelli \| Bahrain Victorious \| + 0" \| \| \| 9è \| Søren Kragh Andersen \| Team DSM \| + 0" \| \| \| 10è \| Anthony Turgis \| Total Direct Énergie \| + 0" \| \| \| 11è \| Matej Mohorič \| Bahrain Victorious \| + 0" \| \| \| 12è \| Matteo Trentin \| UAE Team Emirates \| + 0" \| \| \| 13è \| Greg Van Avermaet \| AG2R Citroën Team \| + 0" \| \| \| 14è \| Maximilian Schachmann \| Bora-Hansgrohe \| + 0" \| \| \| 15è \| Thomas Pidcock \| Ineos Grenadiers \| + 0" \| \| \| 16è \| Julian Alaphilippe \| Deceuninck-Quick Step \| + 0" \| \| \| 17è \| Michał Kwiatkowski \| Ineos Grenadiers \| + 0" \| \| \| 18è \| Giacomo Nizzolo \| Qhubeka Assos \| + 6" \| \| \| 19è \| Nacer Bouhanni \| Arkéa-Samsic \| + 6" \| \| \| 20è \| Pascal Ackermann \| Bora-Hansgrohe \| + 6" \| \| |                         |                       |            |
| |                         |                       |            |
| Font: ProCyclingStats |                         |                       |            |
| Classificació general |                         |                       |            |
| Corredor | Corredor                | Equip                 | Temps      |
| 1r | Jasper Stuyven          | Trek-Segafredo        | 6h 38' 06" |
| 2n | Caleb Ewan              | Lotto-Soudal          | + 0"       |
| 3r | Wout van Aert           | Jumbo-Visma           | + 0"       |
| 4t | Peter Sagan             | Bora-Hansgrohe        | + 0"       |
| 5è | Mathieu van der Poel    | Alpecin-Fenix         | + 0"       |
| 6è | Michael Matthews        | BikeExchange          | + 0"       |
| 7è | Alexander Aranburu Deba | Astana-Premier Tech   | + 0"       |
| 8è | Sonny Colbrelli         | Bahrain Victorious    | + 0"       |
| 9è | Søren Kragh Andersen    | Team DSM              | + 0"       |
| 10è | Anthony Turgis          | Total Direct Énergie  | + 0"       |
| 11è | Matej Mohorič           | Bahrain Victorious    | + 0"       |
| 12è | Matteo Trentin          | UAE Team Emirates     | + 0"       |
| 13è | Greg Van Avermaet       | AG2R Citroën Team     | + 0"       |
| 14è | Maximilian Schachmann   | Bora-Hansgrohe        | + 0"       |
| 15è | Thomas Pidcock          | Ineos Grenadiers      | + 0"       |
| 16è | Julian Alaphilippe      | Deceuninck-Quick Step | + 0"       |
| 17è | Michał Kwiatkowski      | Ineos Grenadiers      | + 0"       |
| 18è | Giacomo Nizzolo         | Qhubeka Assos         | + 6"       |
| 19è | Nacer Bouhanni          | Arkéa-Samsic          | + 6"       |
| 20è | Pascal Ackermann        | Bora-Hansgrohe        | + 6"       |

## Llista de participants
| Jumbo-Visma TJV | Jumbo-Visma TJV           | Jumbo-Visma TJV |
| --------------- | ------------------------- | --------------- |
| Núm             | Ciclista                  | Pos             |
| 1               | Wout van Aert (BEL)       | 3r              |
| 2               | Edoardo Affini (ITA)      | 158è            |
| 3               | Paul Martens (GER)        | 163è            |
| 4               | Sam Oomen (NED)           | 70è             |
| 5               | Christoph Pfingsten (GER) | 159è            |
| 6               | Timo Roosen (NED)         | 80è             |
| 7               | Jos van Emden (NED)       | 95è             |

| AG2R Citroën Team ACT | AG2R Citroën Team ACT   | AG2R Citroën Team ACT |
| --------------------- | ----------------------- | --------------------- |
| Núm                   | Ciclista                | Pos                   |
| 11                    | Greg Van Avermaet (BEL) | 13è                   |
| 12                    | Stan Dewulf (BEL)       | 90è                   |
| 13                    | Alexis Gougeard (FRA)   | 136è                  |
| 14                    | Oliver Naesen (BEL)     | 21è                   |
| 15                    | Michael Schär (SUI)     | 100è                  |
| 16                    | Gijs Van Hoecke (BEL)   | 140è                  |
| 17                    | Andrea Vendrame (ITA)   | 23è                   |

| Alpecin-Fenix AFC | Alpecin-Fenix AFC                 | Alpecin-Fenix AFC |
| ----------------- | --------------------------------- | ----------------- |
| Núm               | Ciclista                          | Pos               |
| 21                | Mathieu van der Poel (NED) (ruta) | 5è                |
| 22                | Dries De Bondt (BEL) (ruta)       | 98è               |
| 23                | Senne Leysen (BEL)                | 161è              |
| 24                | Kristian Sbaragli (ITA)           | 61è               |
| 25                | Petr Vakoč (CZE)                  | 132è              |
| 26                | Otto Vergaerde (BEL)              | 119è              |
| 27                | Gianni Vermeersch (BEL)           | 24è               |

| Androni Giocattoli-Sidermec ANS | Androni Giocattoli-Sidermec ANS | Androni Giocattoli-Sidermec ANS |
| ------------------------------- | ------------------------------- | ------------------------------- |
| Núm                             | Ciclista                        | Pos                             |
| 31                              | Mattia Bais (ITA)               | NP                              |
| 32                              | Luca Chirico (ITA)              | 111è                            |
| 33                              | Andri Ponomar (UKR)             | 83è                             |
| 34                              | Josip Rumac (CRO) (ruta)        | 60è                             |
| 35                              | Filippo Tagliani (ITA)          | 166è                            |
| 36                              | Nicola Venchiarutti (ITA)       | 122è                            |
| 37                              | Mattia Viel (ITA)               | DNF                             |

| Astana-Premier Tech APT | Astana-Premier Tech APT       | Astana-Premier Tech APT |
| ----------------------- | ----------------------------- | ----------------------- |
| Núm                     | Ciclista                      | Pos                     |
| 41                      | Alexander Aranburu Deba (ESP) | 7è                      |
| 42                      | Manuele Boaro (ITA)           | 124è                    |
| 43                      | Fabio Felline (ITA)           | 46è                     |
| 44                      | Dmitri Grúzdev (KAZ)          | 116è                    |
| 45                      | Gorka Izagirre Insausti (ESP) | 45è                     |
| 46                      | Davide Martinelli (ITA)       | 104è                    |
| 47                      | Matteo Sobrero (ITA)          | 65è                     |

| Bahrain Victorious TBV | Bahrain Victorious TBV  | Bahrain Victorious TBV |
| ---------------------- | ----------------------- | ---------------------- |
| Núm                    | Ciclista                | Pos                    |
| 51                     | Sonny Colbrelli (ITA)   | 8è                     |
| 52                     | Yukiya Arashiro (JPN)   | 117è                   |
| 53                     | Damiano Caruso (ITA)    | 55è                    |
| 54                     | Heinrich Haussler (AUS) | 157è                   |
| 55                     | Matej Mohorič (SLO)     | 11è                    |
| 56                     | Jan Tratnik (SLO)       | 135è                   |
| 57                     | Fred Wright (GBR)       | 148è                   |

| Bardiani CSF Faizanè BCF | Bardiani CSF Faizanè BCF | Bardiani CSF Faizanè BCF |
| ------------------------ | ------------------------ | ------------------------ |
| Núm                      | Ciclista                 | Pos                      |
| 61                       | Enrico Battaglin (ITA)   | 68è                      |
| 62                       | Filippo Fiorelli (ITA)   | 48è                      |
| 63                       | Umberto Marengo (ITA)    | 51è                      |
| 64                       | Daniel Savini (ITA)      | NP                       |
| 65                       | Alessandro Tonelli (ITA) | 106è                     |
| 66                       | Giovanni Visconti (ITA)  | 150è                     |
| 67                       | Filippo Zana (ITA)       | 73è                      |

| Bora-Hansgrohe BOH | Bora-Hansgrohe BOH          | Bora-Hansgrohe BOH |
| ------------------ | --------------------------- | ------------------ |
| Núm                | Ciclista                    | Pos                |
| 71                 | Peter Sagan (SVK)           | 4t                 |
| 72                 | Pascal Ackermann (GER)      | 20è                |
| 73                 | Cesare Benedetti (ITA)      | 93è                |
| 74                 | Maciej Bodnar (POL)         | 141è               |
| 75                 | Marcus Burghardt (GER)      | 71è                |
| 76                 | Daniel Oss (ITA)            | 33è                |
| 77                 | Maximilian Schachmann (GER) | 14è                |

| Cofidis COF | Cofidis COF               | Cofidis COF |
| ----------- | ------------------------- | ----------- |
| Núm         | Ciclista                  | Pos         |
| 81          | Elia Viviani (ITA)        | 69è         |
| 82          | Attilio Viviani (ITA)     | 153è        |
| 83          | Pierre-Luc Périchon (FRA) | 97è         |
| 84          | Christophe Laporte (FRA)  | 22è         |
| 85          | Guillaume Martin (FRA)    | 53è         |
| 86          | Fabio Sabatini (ITA)      | 126è        |
| 87          | Kenneth Vanbilsen (BEL)   | 152è        |

| Deceuninck-Quick Step DQT | Deceuninck-Quick Step DQT       | Deceuninck-Quick Step DQT |
| ------------------------- | ------------------------------- | ------------------------- |
| Núm                       | Ciclista                        | Pos                       |
| 91                        | Julian Alaphilippe (FRA) (ruta) | 16è                       |
| 92                        | Kasper Asgreen (DEN) (ruta)     | 99è                       |
| 93                        | Davide Ballerini (ITA)          | 41è                       |
| 94                        | Sam Bennett (IRL)               | 42è                       |
| 95                        | Tim Declercq (BEL)              | 151è                      |
| 96                        | Yves Lampaert (BEL)             | 54è                       |
| 97                        | Zdeněk Štybar (CZE)             | 37è                       |

| EF Education-Nippo EFN | EF Education-Nippo EFN             | EF Education-Nippo EFN |
| ---------------------- | ---------------------------------- | ---------------------- |
| Núm                    | Ciclista                           | Pos                    |
| 101                    | Alberto Bettiol (ITA)              | 109è                   |
| 102                    | Stefan Bissegger (SUI)             | 103è                   |
| 103                    | Sergio Higuita García (COL) (ruta) | 36è                    |
| 104                    | Michael Valgren Andersen (DEN)     | 52è                    |
| 105                    | Sebastian Langeveld (NED)          | 131è                   |
| 106                    | Magnus Cort Nielsen (DEN)          | 62è                    |
| 107                    | Thomas Scully (NZL)                | 146è                   |

| Groupama-FDJ GFC | Groupama-FDJ GFC           | Groupama-FDJ GFC |
| ---------------- | -------------------------- | ---------------- |
| Núm              | Ciclista                   | Pos              |
| 111              | Arnaud Démare (FRA) (ruta) | 26è              |
| 112              | Kevin Geniets (LUX) (ruta) | 50è              |
| 113              | Jacopo Guarnieri (ITA)     | 96è              |
| 114              | Ignatas Konovalovas (LTU)  | 66è              |
| 115              | Clément Davy (FRA)         | 162è             |
| 116              | Miles Scotson (AUS)        | 110è             |
| 117              | Ramon Sinkeldam (NED)      | 155è             |

| Ineos Grenadiers IGD | Ineos Grenadiers IGD     | Ineos Grenadiers IGD |
| -------------------- | ------------------------ | -------------------- |
| Núm                  | Ciclista                 | Pos                  |
| 121                  | Michał Kwiatkowski (POL) | 17è                  |
| 122                  | Filippo Ganna (ITA)      | 64è                  |
| 123                  | Thomas Pidcock (GBR)     | 15è                  |
| 124                  | Salvatore Puccio (ITA)   | 94è                  |
| 125                  | Luke Rowe (GBR)          | 118è                 |
| 126                  | Ben Swift (GBR) (ruta)   | 77è                  |
| 127                  | Dylan van Baarle (NED)   | 31è                  |

| Intermarché-Wanty-Gobert Matériaux IWG | Intermarché-Wanty-Gobert Matériaux IWG | Intermarché-Wanty-Gobert Matériaux IWG |
| -------------------------------------- | -------------------------------------- | -------------------------------------- |
| Núm                                    | Ciclista                               | Pos                                    |
| 131                                    | Andrea Pasqualon (ITA)                 | 87è                                    |
| 132                                    | Aimé De Gendt (BEL)                    | 47è                                    |
| 133                                    | Jonas Koch (GER)                       | 92è                                    |
| 134                                    | Lorenzo Rota (ITA)                     | 40è                                    |
| 135                                    | Taco van der Hoorn (NED)               | 112è                                   |
| 136                                    | Pieter Vanspeybrouck (BEL)             | 154è                                   |
| 137                                    | Loïc Vliegen (BEL)                     | 57è                                    |

| Israel Start-Up Nation ISN | Israel Start-Up Nation ISN | Israel Start-Up Nation ISN |
| -------------------------- | -------------------------- | -------------------------- |
| Núm                        | Ciclista                   | Pos                        |
| 141                        | Matthias Brändle (AUT)     | 107è                       |
| 142                        | Davide Cimolai (ITA)       | 43è                        |
| 143                        | Alessandro De Marchi (ITA) | 82è                        |
| 144                        | Hugo Hofstetter (FRA)      | 67è                        |
| 145                        | Guy Niv (ISR)              | DNF                        |
| 146                        | James Piccoli (CAN)        | 128è                       |
| 147                        | Guy Sagiv (ISR)            | 145è                       |

| Lotto-Soudal LTS | Lotto-Soudal LTS       | Lotto-Soudal LTS |
| ---------------- | ---------------------- | ---------------- |
| Núm              | Ciclista               | Pos              |
| 151              | Philippe Gilbert (BEL) | 72è              |
| 152              | Jasper De Buyst (BEL)  | 102è             |
| 153              | John Degenkolb (GER)   | 32è              |
| 154              | Caleb Ewan (AUS)       | 2n               |
| 155              | Frederik Frison (BEL)  | 127è             |
| 156              | Roger Kluge (GER)      | 101è             |
| 157              | Tim Wellens (BEL)      | 78è              |

| Movistar Team MOV | Movistar Team MOV                 | Movistar Team MOV |
| ----------------- | --------------------------------- | ----------------- |
| Núm               | Ciclista                          | Pos               |
| 161               | Iván García Cortina (ESP)         | 30è               |
| 162               | Mathias Norsgaard Jørgensen (DEN) | 125è              |
| 163               | Lluís Mas Bonet (ESP)             |                   |
| 164               | Nélson Oliveira (POR)             | 85è               |
| 165               | Gonzalo Serrano Rodríguez (ESP)   | 25è               |
| 166               | Albert Torres Barceló (ESP)       | 144è              |
| 167               | Davide Villella (ITA)             | 86è               |

| Arkéa-Samsic ARK | Arkéa-Samsic ARK         | Arkéa-Samsic ARK |
| ---------------- | ------------------------ | ---------------- |
| Núm              | Ciclista                 | Pos              |
| 171              | Nacer Bouhanni (FRA)     | 19è              |
| 172              | Warren Barguil (FRA)     | 44è              |
| 173              | Amaury Capiot (BEL)      | 138è             |
| 174              | Thibault Guernalec (FRA) | 160è             |
| 175              | Daniel McLay (GBR)       | 88è              |
| 176              | Clément Russo (FRA)      | 59è              |
| 177              | Connor Swift (GBR)       | NP               |

| BikeExchange BEX | BikeExchange BEX              | BikeExchange BEX |
| ---------------- | ----------------------------- | ---------------- |
| Núm              | Ciclista                      | Pos              |
| 181              | Michael Matthews (AUS)        | 6è               |
| 182              | Luke Durbridge (AUS)          | 84è              |
| 183              | Michael Hepburn (AUS)         | 133è             |
| 184              | Christopher Juul-Jensen (DEN) | 130è             |
| 185              | Alexander Konychev (ITA)      | 134è             |
| 186              | Luka Mezgec (SLO)             | 49è              |
| 187              | Robert Stannard (AUS)         | 28è              |

| Team DSM DSM | Team DSM DSM               | Team DSM DSM |
| ------------ | -------------------------- | ------------ |
| Núm          | Ciclista                   | Pos          |
| 191          | Søren Kragh Andersen (DEN) | 9è           |
| 192          | Romain Bardet (FRA)        | 27è          |
| 193          | Romain Combaud (FRA)       | 123è         |
| 194          | Nicolas Roche (IRL)        | 115è         |
| 195          | Casper Pedersen (DEN)      | 120è         |
| 196          | Jasha Sütterlin (GER)      | 114è         |
| 197          | Martijn Tusveld (NED)      | 79è          |

| Team Novo Nordisk TNN | Team Novo Nordisk TNN   | Team Novo Nordisk TNN |
| --------------------- | ----------------------- | --------------------- |
| Núm                   | Ciclista                | Pos                   |
| 201                   | Sam Brand (GBR)         | 167è                  |
| 202                   | Brian Kamstra (NED)     | DNF                   |
| 203                   | Péter Kusztor (HUN)     | 143è                  |
| 204                   | David Lozano Riba (ESP) | 164è                  |
| 205                   | Andrea Peron (ITA)      | 168è                  |
| 206                   | Charles Planet (FRA)    | 169è                  |
| 207                   | Umberto Poli (ITA)      | 165è                  |

| Qhubeka Assos TQA | Qhubeka Assos TQA            | Qhubeka Assos TQA |
| ----------------- | ---------------------------- | ----------------- |
| Núm               | Ciclista                     | Pos               |
| 211               | Giacomo Nizzolo (ITA) (ruta) | 18è               |
| 212               | Victor Campenaerts (BEL)     | 81è               |
| 213               | Simon Clarke (AUS)           | 38è               |
| 214               | Michael Gogl (AUT)           | 76è               |
| 215               | Bert-Jan Lindeman (NED)      | 142è              |
| 216               | Emil Nygaard Vinjebo (DEN)   | 121è              |
| 217               | Łukasz Wiśniowski (POL)      | 58è               |

| Total Direct Énergie TDE | Total Direct Énergie TDE   | Total Direct Énergie TDE |
| ------------------------ | -------------------------- | ------------------------ |
| Núm                      | Ciclista                   | Pos                      |
| 221                      | Niccolò Bonifazio (ITA)    | 63è                      |
| 222                      | Edvald Boasson Hagen (NOR) | 137è                     |
| 223                      | Lorrenzo Manzin (FRA)      | 156è                     |
| 224                      | Adrien Petit (FRA)         | 149è                     |
| 225                      | Julien Simon (FRA)         | 29è                      |
| 226                      | Niki Terpstra (NED)        | 139è                     |
| 227                      | Anthony Turgis (FRA)       | 10è                      |

| Trek-Segafredo TFS | Trek-Segafredo TFS    | Trek-Segafredo TFS |
| ------------------ | --------------------- | ------------------ |
| Núm                | Ciclista              | Pos                |
| 231                | Vincenzo Nibali (ITA) | 35è                |
| 232                | Nicola Conci (ITA)    | 105è               |
| 233                | Jacopo Mosca (ITA)    | 56è                |
| 234                | Ryan Mullen (IRL)     | 129è               |
| 235                | Quinn Simmons (USA)   | 74è                |
| 236                | Toms Skujiņš (LAT)    | 75è                |
| 237                | Jasper Stuyven (BEL)  | 1r                 |

| UAE Team Emirates UAD | UAE Team Emirates UAD                 | UAE Team Emirates UAD |
| --------------------- | ------------------------------------- | --------------------- |
| Núm                   | Ciclista                              | Pos                   |
| 241                   | Alexander Kristoff (NOR)              | 89è                   |
| 242                   | Sven Erik Bystrøm (NOR) (ruta)        | 108è                  |
| 243                   | Alessandro Covi (ITA)                 | 39è                   |
| 244                   | Davide Formolo (ITA)                  | 34è                   |
| 245                   | Fernando Gaviria Rendón (COL)         | 113è                  |
| 246                   | Maximiliano Richeze Araquistain (ARG) | 147è                  |
| 247                   | Matteo Trentin (ITA)                  | 12è                   |

| Jumbo-Visma TJV | Jumbo-Visma TJV           | Jumbo-Visma TJV |
| --------------- | ------------------------- | --------------- |
| Núm             | Ciclista                  | Pos             |
| 1               | Wout van Aert (BEL)       | 3r              |
| 2               | Edoardo Affini (ITA)      | 158è            |
| 3               | Paul Martens (GER)        | 163è            |
| 4               | Sam Oomen (NED)           | 70è             |
| 5               | Christoph Pfingsten (GER) | 159è            |
| 6               | Timo Roosen (NED)         | 80è             |
| 7               | Jos van Emden (NED)       | 95è             |

| AG2R Citroën Team ACT | AG2R Citroën Team ACT   | AG2R Citroën Team ACT |
| --------------------- | ----------------------- | --------------------- |
| Núm                   | Ciclista                | Pos                   |
| 11                    | Greg Van Avermaet (BEL) | 13è                   |
| 12                    | Stan Dewulf (BEL)       | 90è                   |
| 13                    | Alexis Gougeard (FRA)   | 136è                  |
| 14                    | Oliver Naesen (BEL)     | 21è                   |
| 15                    | Michael Schär (SUI)     | 100è                  |
| 16                    | Gijs Van Hoecke (BEL)   | 140è                  |
| 17                    | Andrea Vendrame (ITA)   | 23è                   |

| Alpecin-Fenix AFC | Alpecin-Fenix AFC                 | Alpecin-Fenix AFC |
| ----------------- | --------------------------------- | ----------------- |
| Núm               | Ciclista                          | Pos               |
| 21                | Mathieu van der Poel (NED) (ruta) | 5è                |
| 22                | Dries De Bondt (BEL) (ruta)       | 98è               |
| 23                | Senne Leysen (BEL)                | 161è              |
| 24                | Kristian Sbaragli (ITA)           | 61è               |
| 25                | Petr Vakoč (CZE)                  | 132è              |
| 26                | Otto Vergaerde (BEL)              | 119è              |
| 27                | Gianni Vermeersch (BEL)           | 24è               |

| Androni Giocattoli-Sidermec ANS | Androni Giocattoli-Sidermec ANS | Androni Giocattoli-Sidermec ANS |
| ------------------------------- | ------------------------------- | ------------------------------- |
| Núm                             | Ciclista                        | Pos                             |
| 31                              | Mattia Bais (ITA)               | NP                              |
| 32                              | Luca Chirico (ITA)              | 111è                            |
| 33                              | Andri Ponomar (UKR)             | 83è                             |
| 34                              | Josip Rumac (CRO) (ruta)        | 60è                             |
| 35                              | Filippo Tagliani (ITA)          | 166è                            |
| 36                              | Nicola Venchiarutti (ITA)       | 122è                            |
| 37                              | Mattia Viel (ITA)               | DNF                             |

| Astana-Premier Tech APT | Astana-Premier Tech APT       | Astana-Premier Tech APT |
| ----------------------- | ----------------------------- | ----------------------- |
| Núm                     | Ciclista                      | Pos                     |
| 41                      | Alexander Aranburu Deba (ESP) | 7è                      |
| 42                      | Manuele Boaro (ITA)           | 124è                    |
| 43                      | Fabio Felline (ITA)           | 46è                     |
| 44                      | Dmitri Grúzdev (KAZ)          | 116è                    |
| 45                      | Gorka Izagirre Insausti (ESP) | 45è                     |
| 46                      | Davide Martinelli (ITA)       | 104è                    |
| 47                      | Matteo Sobrero (ITA)          | 65è                     |

| Bahrain Victorious TBV | Bahrain Victorious TBV  | Bahrain Victorious TBV |
| ---------------------- | ----------------------- | ---------------------- |
| Núm                    | Ciclista                | Pos                    |
| 51                     | Sonny Colbrelli (ITA)   | 8è                     |
| 52                     | Yukiya Arashiro (JPN)   | 117è                   |
| 53                     | Damiano Caruso (ITA)    | 55è                    |
| 54                     | Heinrich Haussler (AUS) | 157è                   |
| 55                     | Matej Mohorič (SLO)     | 11è                    |
| 56                     | Jan Tratnik (SLO)       | 135è                   |
| 57                     | Fred Wright (GBR)       | 148è                   |

| Bardiani CSF Faizanè BCF | Bardiani CSF Faizanè BCF | Bardiani CSF Faizanè BCF |
| ------------------------ | ------------------------ | ------------------------ |
| Núm                      | Ciclista                 | Pos                      |
| 61                       | Enrico Battaglin (ITA)   | 68è                      |
| 62                       | Filippo Fiorelli (ITA)   | 48è                      |
| 63                       | Umberto Marengo (ITA)    | 51è                      |
| 64                       | Daniel Savini (ITA)      | NP                       |
| 65                       | Alessandro Tonelli (ITA) | 106è                     |
| 66                       | Giovanni Visconti (ITA)  | 150è                     |
| 67                       | Filippo Zana (ITA)       | 73è                      |

| Bora-Hansgrohe BOH | Bora-Hansgrohe BOH          | Bora-Hansgrohe BOH |
| ------------------ | --------------------------- | ------------------ |
| Núm                | Ciclista                    | Pos                |
| 71                 | Peter Sagan (SVK)           | 4t                 |
| 72                 | Pascal Ackermann (GER)      | 20è                |
| 73                 | Cesare Benedetti (ITA)      | 93è                |
| 74                 | Maciej Bodnar (POL)         | 141è               |
| 75                 | Marcus Burghardt (GER)      | 71è                |
| 76                 | Daniel Oss (ITA)            | 33è                |
| 77                 | Maximilian Schachmann (GER) | 14è                |

| Cofidis COF | Cofidis COF               | Cofidis COF |
| ----------- | ------------------------- | ----------- |
| Núm         | Ciclista                  | Pos         |
| 81          | Elia Viviani (ITA)        | 69è         |
| 82          | Attilio Viviani (ITA)     | 153è        |
| 83          | Pierre-Luc Périchon (FRA) | 97è         |
| 84          | Christophe Laporte (FRA)  | 22è         |
| 85          | Guillaume Martin (FRA)    | 53è         |
| 86          | Fabio Sabatini (ITA)      | 126è        |
| 87          | Kenneth Vanbilsen (BEL)   | 152è        |

| Deceuninck-Quick Step DQT | Deceuninck-Quick Step DQT       | Deceuninck-Quick Step DQT |
| ------------------------- | ------------------------------- | ------------------------- |
| Núm                       | Ciclista                        | Pos                       |
| 91                        | Julian Alaphilippe (FRA) (ruta) | 16è                       |
| 92                        | Kasper Asgreen (DEN) (ruta)     | 99è                       |
| 93                        | Davide Ballerini (ITA)          | 41è                       |
| 94                        | Sam Bennett (IRL)               | 42è                       |
| 95                        | Tim Declercq (BEL)              | 151è                      |
| 96                        | Yves Lampaert (BEL)             | 54è                       |
| 97                        | Zdeněk Štybar (CZE)             | 37è                       |

| EF Education-Nippo EFN | EF Education-Nippo EFN             | EF Education-Nippo EFN |
| ---------------------- | ---------------------------------- | ---------------------- |
| Núm                    | Ciclista                           | Pos                    |
| 101                    | Alberto Bettiol (ITA)              | 109è                   |
| 102                    | Stefan Bissegger (SUI)             | 103è                   |
| 103                    | Sergio Higuita García (COL) (ruta) | 36è                    |
| 104                    | Michael Valgren Andersen (DEN)     | 52è                    |
| 105                    | Sebastian Langeveld (NED)          | 131è                   |
| 106                    | Magnus Cort Nielsen (DEN)          | 62è                    |
| 107                    | Thomas Scully (NZL)                | 146è                   |

| Groupama-FDJ GFC | Groupama-FDJ GFC           | Groupama-FDJ GFC |
| ---------------- | -------------------------- | ---------------- |
| Núm              | Ciclista                   | Pos              |
| 111              | Arnaud Démare (FRA) (ruta) | 26è              |
| 112              | Kevin Geniets (LUX) (ruta) | 50è              |
| 113              | Jacopo Guarnieri (ITA)     | 96è              |
| 114              | Ignatas Konovalovas (LTU)  | 66è              |
| 115              | Clément Davy (FRA)         | 162è             |
| 116              | Miles Scotson (AUS)        | 110è             |
| 117              | Ramon Sinkeldam (NED)      | 155è             |

| Ineos Grenadiers IGD | Ineos Grenadiers IGD     | Ineos Grenadiers IGD |
| -------------------- | ------------------------ | -------------------- |
| Núm                  | Ciclista                 | Pos                  |
| 121                  | Michał Kwiatkowski (POL) | 17è                  |
| 122                  | Filippo Ganna (ITA)      | 64è                  |
| 123                  | Thomas Pidcock (GBR)     | 15è                  |
| 124                  | Salvatore Puccio (ITA)   | 94è                  |
| 125                  | Luke Rowe (GBR)          | 118è                 |
| 126                  | Ben Swift (GBR) (ruta)   | 77è                  |
| 127                  | Dylan van Baarle (NED)   | 31è                  |

| Intermarché-Wanty-Gobert Matériaux IWG | Intermarché-Wanty-Gobert Matériaux IWG | Intermarché-Wanty-Gobert Matériaux IWG |
| -------------------------------------- | -------------------------------------- | -------------------------------------- |
| Núm                                    | Ciclista                               | Pos                                    |
| 131                                    | Andrea Pasqualon (ITA)                 | 87è                                    |
| 132                                    | Aimé De Gendt (BEL)                    | 47è                                    |
| 133                                    | Jonas Koch (GER)                       | 92è                                    |
| 134                                    | Lorenzo Rota (ITA)                     | 40è                                    |
| 135                                    | Taco van der Hoorn (NED)               | 112è                                   |
| 136                                    | Pieter Vanspeybrouck (BEL)             | 154è                                   |
| 137                                    | Loïc Vliegen (BEL)                     | 57è                                    |

| Israel Start-Up Nation ISN | Israel Start-Up Nation ISN | Israel Start-Up Nation ISN |
| -------------------------- | -------------------------- | -------------------------- |
| Núm                        | Ciclista                   | Pos                        |
| 141                        | Matthias Brändle (AUT)     | 107è                       |
| 142                        | Davide Cimolai (ITA)       | 43è                        |
| 143                        | Alessandro De Marchi (ITA) | 82è                        |
| 144                        | Hugo Hofstetter (FRA)      | 67è                        |
| 145                        | Guy Niv (ISR)              | DNF                        |
| 146                        | James Piccoli (CAN)        | 128è                       |
| 147                        | Guy Sagiv (ISR)            | 145è                       |

| Lotto-Soudal LTS | Lotto-Soudal LTS       | Lotto-Soudal LTS |
| ---------------- | ---------------------- | ---------------- |
| Núm              | Ciclista               | Pos              |
| 151              | Philippe Gilbert (BEL) | 72è              |
| 152              | Jasper De Buyst (BEL)  | 102è             |
| 153              | John Degenkolb (GER)   | 32è              |
| 154              | Caleb Ewan (AUS)       | 2n               |
| 155              | Frederik Frison (BEL)  | 127è             |
| 156              | Roger Kluge (GER)      | 101è             |
| 157              | Tim Wellens (BEL)      | 78è              |

| Movistar Team MOV | Movistar Team MOV                 | Movistar Team MOV |
| ----------------- | --------------------------------- | ----------------- |
| Núm               | Ciclista                          | Pos               |
| 161               | Iván García Cortina (ESP)         | 30è               |
| 162               | Mathias Norsgaard Jørgensen (DEN) | 125è              |
| 163               | Lluís Mas Bonet (ESP)             |                   |
| 164               | Nélson Oliveira (POR)             | 85è               |
| 165               | Gonzalo Serrano Rodríguez (ESP)   | 25è               |
| 166               | Albert Torres Barceló (ESP)       | 144è              |
| 167               | Davide Villella (ITA)             | 86è               |

| Arkéa-Samsic ARK | Arkéa-Samsic ARK         | Arkéa-Samsic ARK |
| ---------------- | ------------------------ | ---------------- |
| Núm              | Ciclista                 | Pos              |
| 171              | Nacer Bouhanni (FRA)     | 19è              |
| 172              | Warren Barguil (FRA)     | 44è              |
| 173              | Amaury Capiot (BEL)      | 138è             |
| 174              | Thibault Guernalec (FRA) | 160è             |
| 175              | Daniel McLay (GBR)       | 88è              |
| 176              | Clément Russo (FRA)      | 59è              |
| 177              | Connor Swift (GBR)       | NP               |

| BikeExchange BEX | BikeExchange BEX              | BikeExchange BEX |
| ---------------- | ----------------------------- | ---------------- |
| Núm              | Ciclista                      | Pos              |
| 181              | Michael Matthews (AUS)        | 6è               |
| 182              | Luke Durbridge (AUS)          | 84è              |
| 183              | Michael Hepburn (AUS)         | 133è             |
| 184              | Christopher Juul-Jensen (DEN) | 130è             |
| 185              | Alexander Konychev (ITA)      | 134è             |
| 186              | Luka Mezgec (SLO)             | 49è              |
| 187              | Robert Stannard (AUS)         | 28è              |

| Team DSM DSM | Team DSM DSM               | Team DSM DSM |
| ------------ | -------------------------- | ------------ |
| Núm          | Ciclista                   | Pos          |
| 191          | Søren Kragh Andersen (DEN) | 9è           |
| 192          | Romain Bardet (FRA)        | 27è          |
| 193          | Romain Combaud (FRA)       | 123è         |
| 194          | Nicolas Roche (IRL)        | 115è         |
| 195          | Casper Pedersen (DEN)      | 120è         |
| 196          | Jasha Sütterlin (GER)      | 114è         |
| 197          | Martijn Tusveld (NED)      | 79è          |

| Team Novo Nordisk TNN | Team Novo Nordisk TNN   | Team Novo Nordisk TNN |
| --------------------- | ----------------------- | --------------------- |
| Núm                   | Ciclista                | Pos                   |
| 201                   | Sam Brand (GBR)         | 167è                  |
| 202                   | Brian Kamstra (NED)     | DNF                   |
| 203                   | Péter Kusztor (HUN)     | 143è                  |
| 204                   | David Lozano Riba (ESP) | 164è                  |
| 205                   | Andrea Peron (ITA)      | 168è                  |
| 206                   | Charles Planet (FRA)    | 169è                  |
| 207                   | Umberto Poli (ITA)      | 165è                  |

| Qhubeka Assos TQA | Qhubeka Assos TQA            | Qhubeka Assos TQA |
| ----------------- | ---------------------------- | ----------------- |
| Núm               | Ciclista                     | Pos               |
| 211               | Giacomo Nizzolo (ITA) (ruta) | 18è               |
| 212               | Victor Campenaerts (BEL)     | 81è               |
| 213               | Simon Clarke (AUS)           | 38è               |
| 214               | Michael Gogl (AUT)           | 76è               |
| 215               | Bert-Jan Lindeman (NED)      | 142è              |
| 216               | Emil Nygaard Vinjebo (DEN)   | 121è              |
| 217               | Łukasz Wiśniowski (POL)      | 58è               |

| Total Direct Énergie TDE | Total Direct Énergie TDE   | Total Direct Énergie TDE |
| ------------------------ | -------------------------- | ------------------------ |
| Núm                      | Ciclista                   | Pos                      |
| 221                      | Niccolò Bonifazio (ITA)    | 63è                      |
| 222                      | Edvald Boasson Hagen (NOR) | 137è                     |
| 223                      | Lorrenzo Manzin (FRA)      | 156è                     |
| 224                      | Adrien Petit (FRA)         | 149è                     |
| 225                      | Julien Simon (FRA)         | 29è                      |
| 226                      | Niki Terpstra (NED)        | 139è                     |
| 227                      | Anthony Turgis (FRA)       | 10è                      |

| Trek-Segafredo TFS | Trek-Segafredo TFS    | Trek-Segafredo TFS |
| ------------------ | --------------------- | ------------------ |
| Núm                | Ciclista              | Pos                |
| 231                | Vincenzo Nibali (ITA) | 35è                |
| 232                | Nicola Conci (ITA)    | 105è               |
| 233                | Jacopo Mosca (ITA)    | 56è                |
| 234                | Ryan Mullen (IRL)     | 129è               |
| 235                | Quinn Simmons (USA)   | 74è                |
| 236                | Toms Skujiņš (LAT)    | 75è                |
| 237                | Jasper Stuyven (BEL)  | 1r                 |

| UAE Team Emirates UAD | UAE Team Emirates UAD                 | UAE Team Emirates UAD |
| --------------------- | ------------------------------------- | --------------------- |
| Núm                   | Ciclista                              | Pos                   |
| 241                   | Alexander Kristoff (NOR)              | 89è                   |
| 242                   | Sven Erik Bystrøm (NOR) (ruta)        | 108è                  |
| 243                   | Alessandro Covi (ITA)                 | 39è                   |
| 244                   | Davide Formolo (ITA)                  | 34è                   |
| 245                   | Fernando Gaviria Rendón (COL)         | 113è                  |
| 246                   | Maximiliano Richeze Araquistain (ARG) | 147è                  |
| 247                   | Matteo Trentin (ITA)                  | 12è                   |